# Tetberget
Tetberget este o arie protejată (arie specială de conservare — SAC, sit de importanță comunitară — SCI) din Suedia întinsă pe o suprafață de 5,8 ha, integral pe uscat.

## Localizare
Centrul sitului Tetberget este situat la coordonatele 65°25′44″N 21°36′12″E / 65.4289°N 21.6033°E.

## Înființare
Situl Tetberget a fost declarat sit de importanță comunitară în iunie 2001 pentru a proteja 1 specie de plante. Situl a fost protejat și ca arie specială de conservare în martie 2011.

## Biodiversitate
Situată în ecoregiunea boreală, aria protejată conține 2 habitate naturale: Taiga vestică, Mlaștini alcaline.
La baza desemnării sitului se află o specie protejată de  plante: papucul doamnei (Cypripedium calceolus).